# 礼贤会

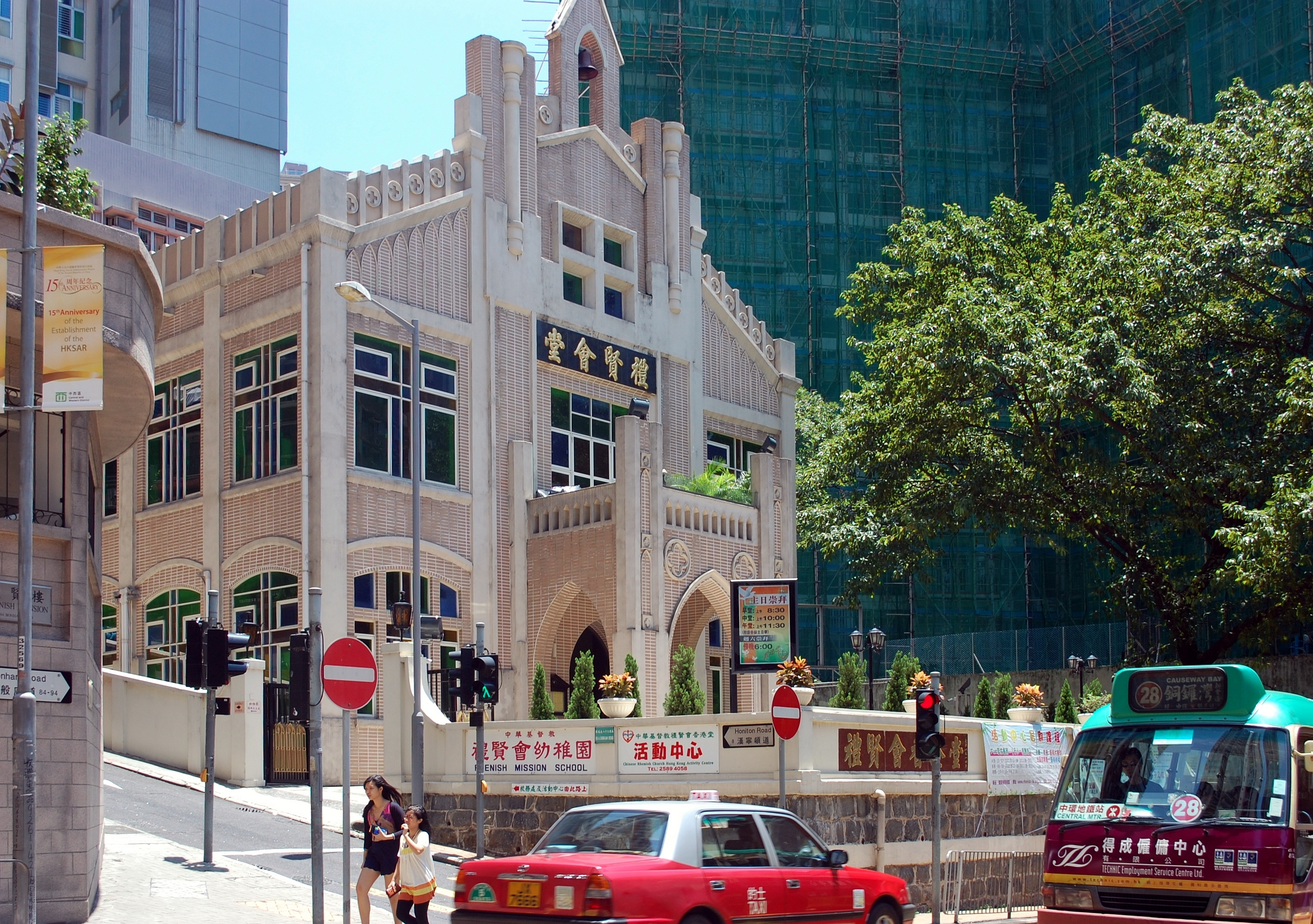
中華基督教禮賢會香港堂

中華基督教禮賢會香港區會（The Chinese Rhenish Church Hong Kong Synod），簡稱禮賢會，是屬於基督新教教派信義宗的教會，為德國聯合差會成員之一。
礼贤会起源於德国北莱茵-威斯特法伦州（莱茵音譯即礼贤）伍珀塔尔的巴冕城（Wuppertal – Barmen，又譯作巴門）。1828年，成立差会巴冕差会（Barmen Mission）其後改名為礼贤会（Rhenish Mission）。1829年開始遣派传教士前往西非、南非、南亞、東南亞和中國傳揚福音，與柏林差會及巴色會並稱為「三巴差會」。至1971年，禮賢會與「柏林差會」（又稱為「巴陵信義會」）合併為「德國聯合差會」，但該會屬下的「中華基督教禮賢會香港區會」仍沿用舊名至今。
禮賢會香港區會現主要服務在教育和社會福利等方面。區會實行自治、自養、自傳之模式運作。

## 信條
- 確信《聖經》乃上帝所啟示，是教訓和言行之標準。
- 接納基督教三大信經：使徒信經、尼西亞信經和亞他拿修信經。
- 承認信義宗的奧斯堡信條和馬丁路德大小問答等。

## 在中国
1847年3月19日，柯士德牧師（Heinrich Konrad Dieter Köster）及葉納清牧師（Ferdinand Genähr）於乘船抵達香港，向来华多年的第一位德国传教士郭士立牧師（Rev. Dr. Karl Friedrich A. Guslaff）學習中文。到1919年，建立的传教站包括：香港（1847年）、东莞塘頭廈（1886）、东莞（1890）、东莞桥头逕背（1898）、东莞太平（1898）和增城新塘（1903）共6处。
礼贤会在华传教的范围一直集中在廣東寶安和東莞兩縣，總會在東莞县城，下分為太平、寶安、塘廈、東莞、廣州和香港六區。在東莞设有普濟醫院。
- 太平區：虎門納清堂（太平堂）、咸西堂、白沙堂。
- 寶安區：西鄉堂、福永堂、南頭堂、深圳堂。
- 塘頭廈區：塘頭廈堂、耶山堂、橫瀝堂、羌廈堂、企石堂。
- 東莞區：石龍堂、東莞堂、逕背堂、周溪堂、白馬堂。
- 廣州區：廣州大德堂、新塘堂、增城堂、石岐堂、大良堂、蕭竹園堂。

## 在香港

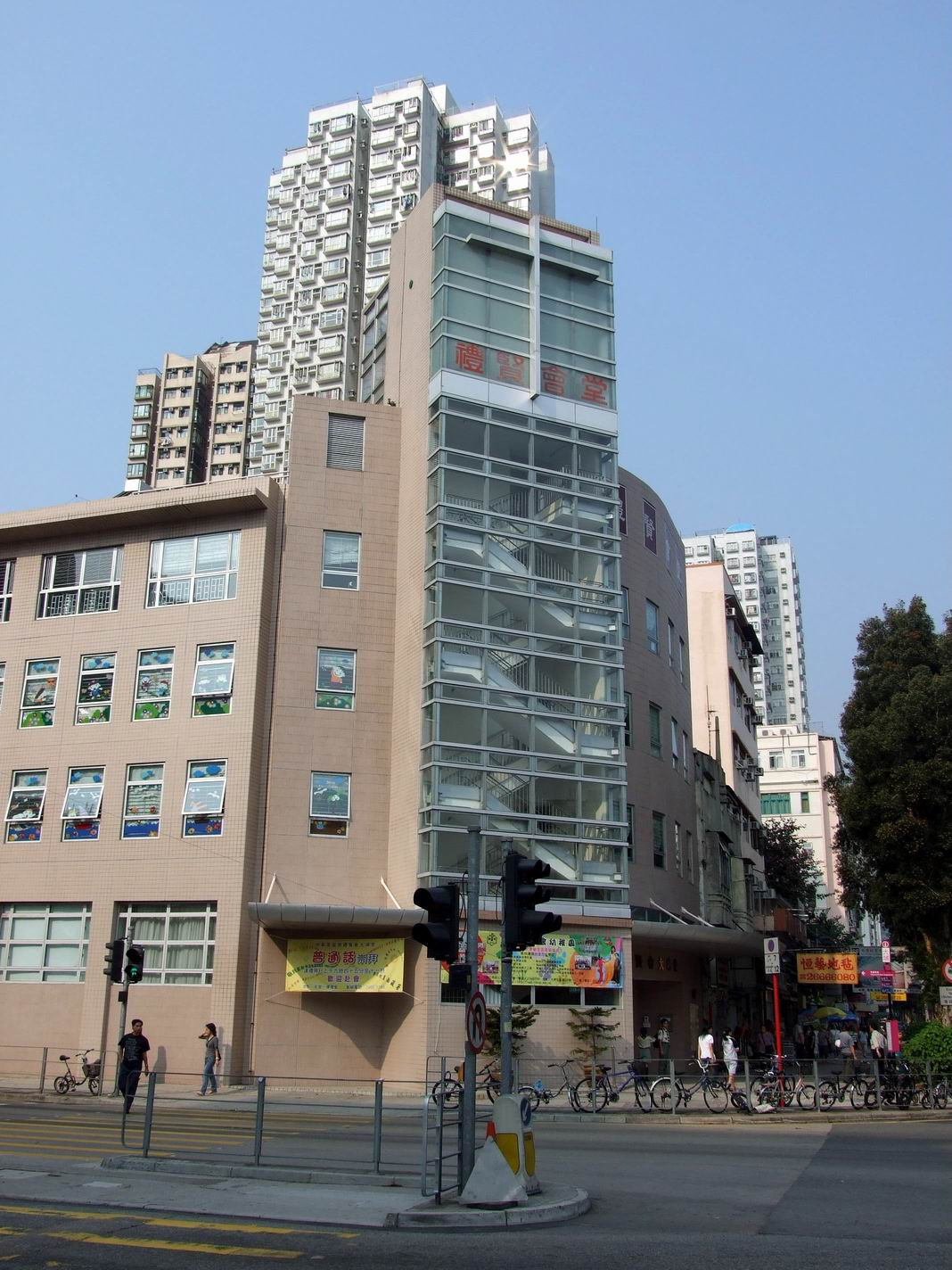
中華基督教禮賢會大埔堂

中華基督教禮賢會由1847年到1950年的宣教範圍包括粵、港兩地，1951年香港區會在香港政府註冊成為法團，禮賢會在香港的聖工便與中國大陸的聖工分道揚鑣。香港區會現時共有18間堂會（會友約13,000人）及2間中學（學生人數大約2000人）。

### 堂會
香港區
- 中華基督教禮賢會香港堂（Chinese Rhenish Church, Hong Kong）
- 中華基督教禮賢會灣仔堂（Chinese Rhenish Church, Wanchai）
- 中華基督教禮賢會鴨脷洲堂（Chinese Rhenish Church, Ap Lei Chau）

九龍區
- 中華基督教禮賢會九龍堂（Chinese Rhenish Church, Kowloon）
- 中華基督教禮賢會慈雲山堂（Chinese Rhenish Church, Tsz Wan Shan）
- 中華基督教禮賢會彩雲堂（Chinese Rhenish Church, Choi Wan）
- 中華基督教禮賢會紅磡堂（Chinese Rhenish Church, Hung Hom）
- 中華基督教禮賢會中心堂（Chinese Rhenish Church, Kowloon Central）
- 中華基督教禮賢會禮中堂（Chinese Rhenish Church, Kowloon City）

新界區
- 中華基督教禮賢會大埔堂（Chinese Rhenish Church, Tai Po）
- 中華基督教禮賢會元朗堂（Chinese Rhenish Church, Yuen Long）
- 中華基督教禮賢會荃灣堂（Chinese Rhenish Church, Tsuen Wan）
- 中華基督教禮賢會梨木樹堂（Chinese Rhenish Church, Lei Muk Shue）
- 中華基督教禮賢會天水圍堂（Chinese Rhenish Church Tin Shui Wai）
- 中華基督教禮賢會上水堂（Chinese Rhenish Church, Sheung Shui）
- 中華基督教禮賢會大埔金福堂（Chinese Rhenish Church, Tai Po Kam Fuk）
- 中華基督教禮賢會粉嶺堂（Chinese Rhenish Church Fanling Church）
- 中華基督教禮賢會沙田堂

### 學校
直屬
- 禮賢會彭學高紀念中學（Rhenish Church Pang Hok Ko Memorial College）
- 粉嶺禮賢會中學（Fanling Rhenish Church Secondary School）
- 禮賢會恩慈學校 （页面存档备份，存于）（Rhenish Church Grace School）《特殊學校》
- 上水禮賢會幼稚園
- 樂富禮賢會幼稚園 （页面存档备份，存于）
- 葵盛禮賢會幼稚園

堂屬
- 禮賢會學校（幼稚園）
- 九龍禮賢學校暨幼稚園（Kowloon Rhenish School）
- 大埔禮賢會幼稚園

區會
- 禮賢會荔景幼兒園（Lai King Rhenish Nursery）
- 禮賢會順天幼兒園（Shun Tin Rhenish Nursery）
- 禮賢會元朗幼兒園（Yuen Long Rhenish Nursery）
- 禮賢會樂富幼兒園（Lok Fu Rhenish Nursery） （页面存档备份，存于）
- 禮賢會新蒲崗幼兒園（San Po Kong Rhenish Nursery）

## 在台灣和其他地區
在1975年，香港禮賢會到台灣設立台北堂。1976年於加拿大多倫多；1981年於英國倫敦及美國加州；1982年於美國明城亦設立分堂。直至1980年代中期，香港禮賢會因投資物業出現經濟危機，此些海外堂會和相關機構都被迫陸續停辦。經改組領導層及全會會友支持，在數年內脫離危機，現發展巳告穩定。

## 職位
主任牧師、宣教師、傳道人、長老、執事等。
文職: 主任幹事、幹事。

## 外部連結
- 禮賢會香港區會 （页面存档备份，存于）
- 中華基督教禮賢會香港區會-內聯網 （页面存档备份，存于）